# Mabillon (métro de Paris)
Pour les articles homonymes, voir Mabillon.
Mabillon est une station de la ligne 10 du métro de Paris, située dans le 6e arrondissement de Paris.

## Situation
La station se trouve à la limite administrative entre le quartier de l'Odéon au sud et le quartier Saint-Germain-des-Prés au nord, à proximité de leurs limites respectives avec le quartier de la Monnaie à l'est. Elle est établie en courbe sous l'amorce de la rue du Four, à l'ouest de son intersection avec le boulevard Saint-Germain, où se trouve la place d'Acadie. Orientée approximativement selon un axe est-ouest, elle s'intercale entre les stations Sèvres - Babylone et Odéon, la présence de l'actuelle station fantôme Croix-Rouge à l'ouest la séparant toutefois de la première. Elle est géographiquement très proche de la station Saint-Germain-des-Prés sur la ligne 4.

## Histoire
La station est ouverte le 10 mars 1925. Elle constitue provisoirement le terminus oriental de la ligne 10 (depuis Invalides) en remplacement du terminus initial de Croix-Rouge (fermé depuis 1939) jusqu'au 14 février 1926, date à laquelle la ligne est prolongée d'une station supplémentaire jusqu'à Odéon.
Elle doit sa dénomination à sa proximité avec la rue Mabillon, laquelle rend hommage au bénédictin Jean Mabillon (1632-1707), moine mauriste, écrivain et érudit, éditeur de textes religieux.
Dans le cadre du programme « Renouveau du métro » de la RATP, les couloirs de la station et l'éclairage des quais sont rénovés le 21 juillet 2006.

### Fréquentation
Selon les estimations de la RATP, la station a vu entrer 1 859 872 voyageurs en 2019, ce qui la place à la 256e position des stations de métro pour sa fréquentation sur 302,. En 2020, avec la crise du Covid-19, son trafic annuel tombe à 839 743 voyageurs, la reléguant alors au 262e rang sur 304,, avant de remonter progressivement en 2021 avec 1 195 051 entrants comptabilisés, ce qui la maintient toutefois à la 262e position sur 304 des stations du réseau pour sa fréquentation cette année-là.

## Services aux voyageurs

### Accès
La station dispose d'une entrée principale et d'une sortie secondaire :
- l'accès no 1 « Rue de Montfaucon », constitué d'un escalier fixe orné d'une balustrade et d'un candélabre en fer forgé de style Dervaux, débouchant sur la place d'Acadie au droit du no 1 de la rue du Four, à l'angle avec la rue de Montfaucon ;
- l'accès no 2 « Rue du Four », constitué d'un escalier mécanique montant permettant uniquement la sortie, se trouvant face au no 13 de la rue du Four, à l'angle avec la rue Mabillon.

Accès à la station
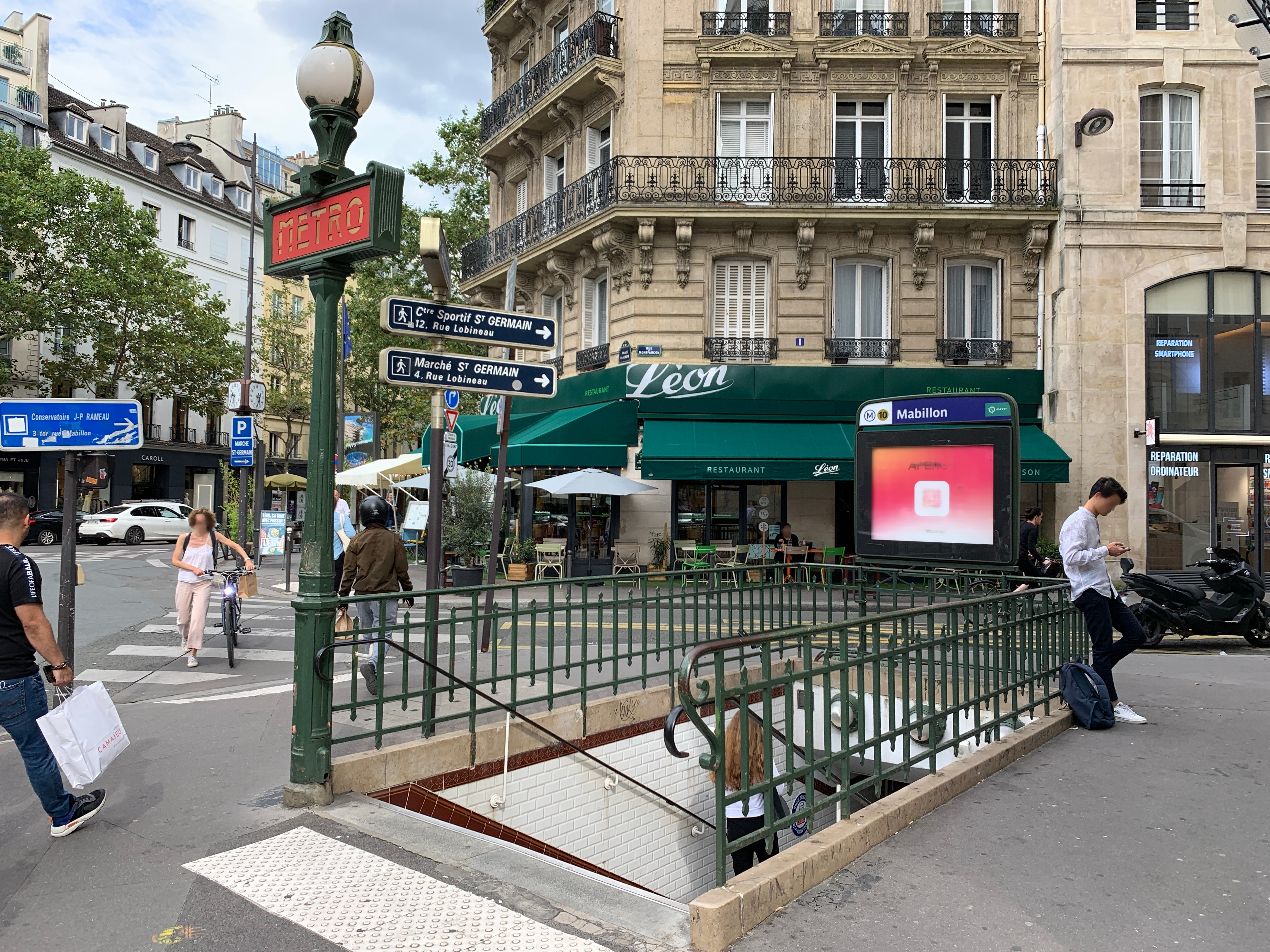
L'accès no 1, « Rue de Montfaucon ».
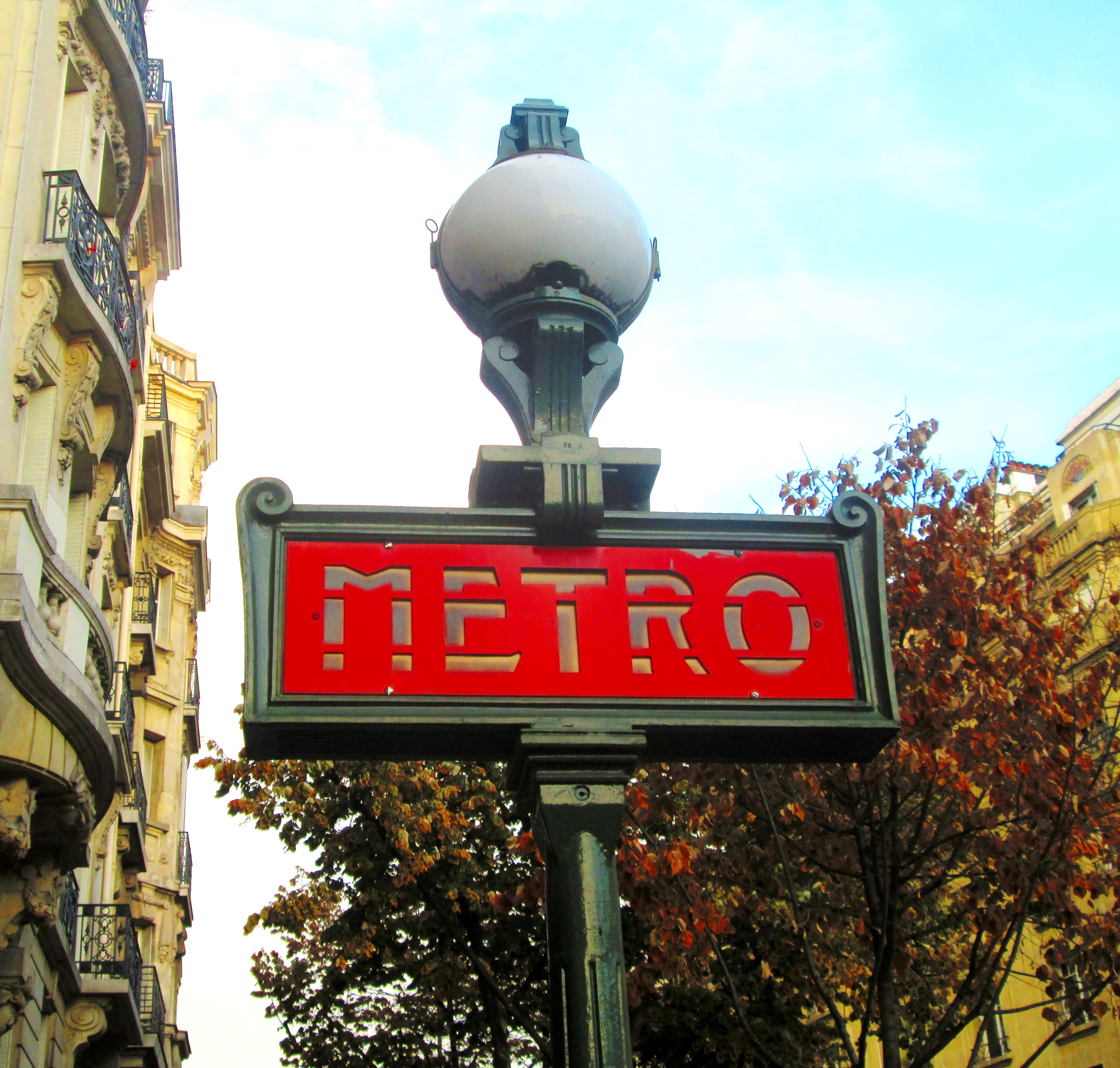
Candélabre Dervaux.
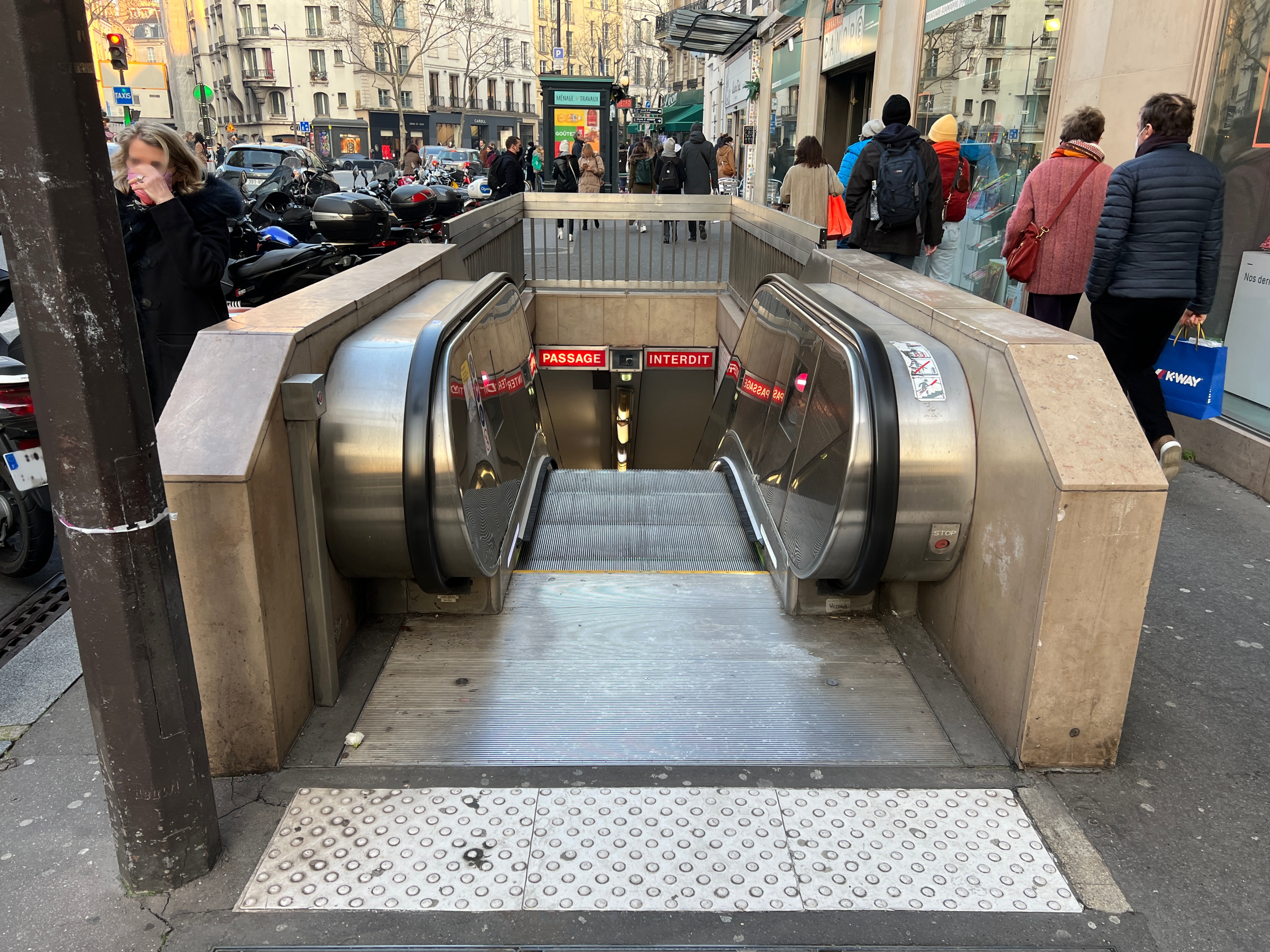
La sortie no 2, « Rue du Four ».

### Quais
Mabillon est une station en courbe de configuration standard pour le métro de Paris : elle possède deux quais, d'une longueur conventionnelle de 75 mètres, séparés par les voies du métro situées au centre et la voûte est elliptique. La décoration est du style utilisé pour la majorité des stations du métro : les bandeaux d'éclairage sont blancs et arrondis dans le style « Gaudin » du renouveau du métro des années 2000, et les carreaux en céramique blancs biseautés recouvrent les pieds-droits, la voûte ainsi que les tympans. Les cadres publicitaires sont en faïence de couleur miel à motifs végétaux et le nom de la station est également incorporé dans la céramique murale, selon le style décoratif d'entre-deux-guerres de la CMP d'origine. Les sièges de style « Motte » sont de couleur rouge.

Quais de la station
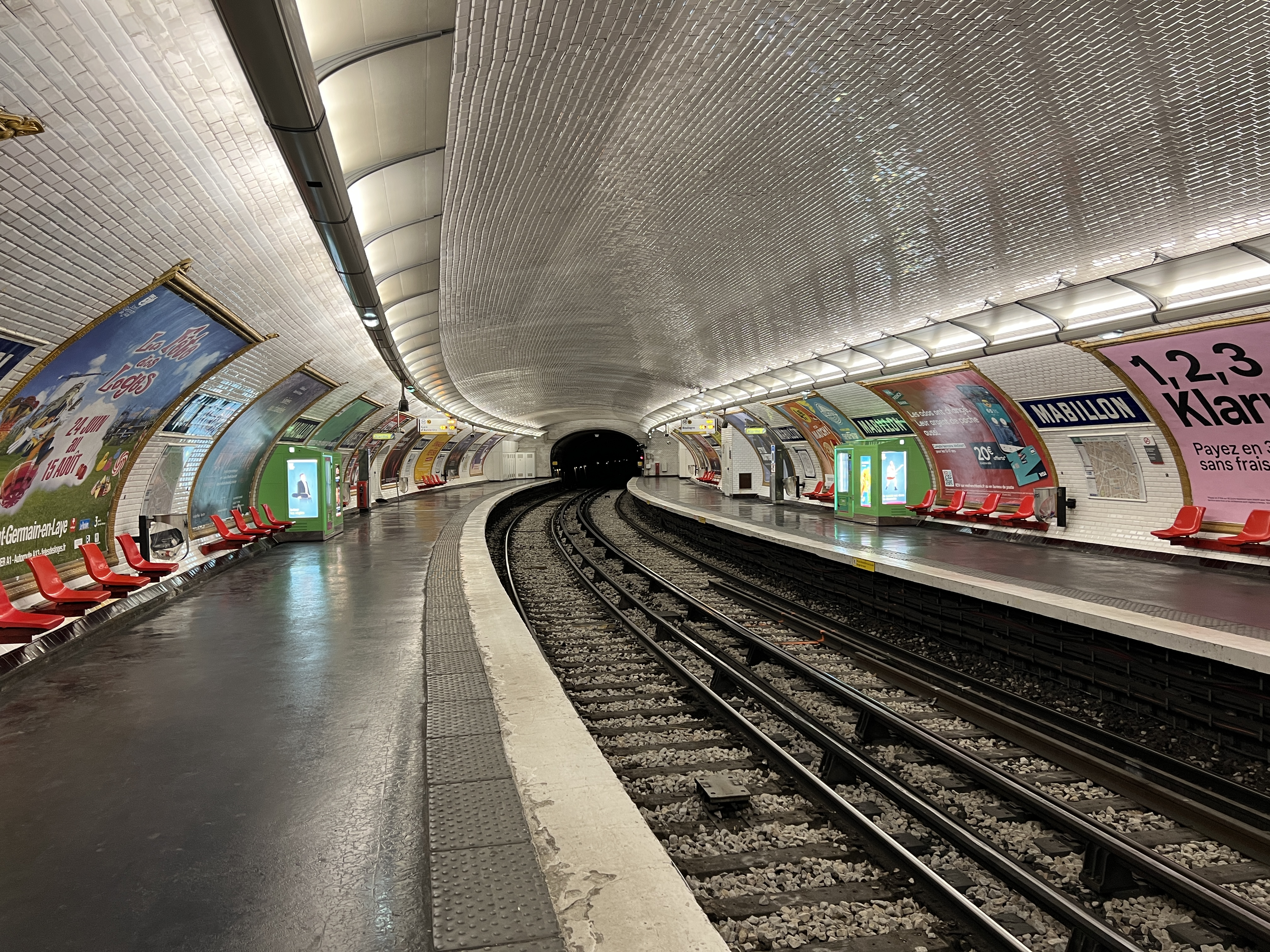
Les quais vus en direction de Boulogne - Pont de Saint-Cloud.
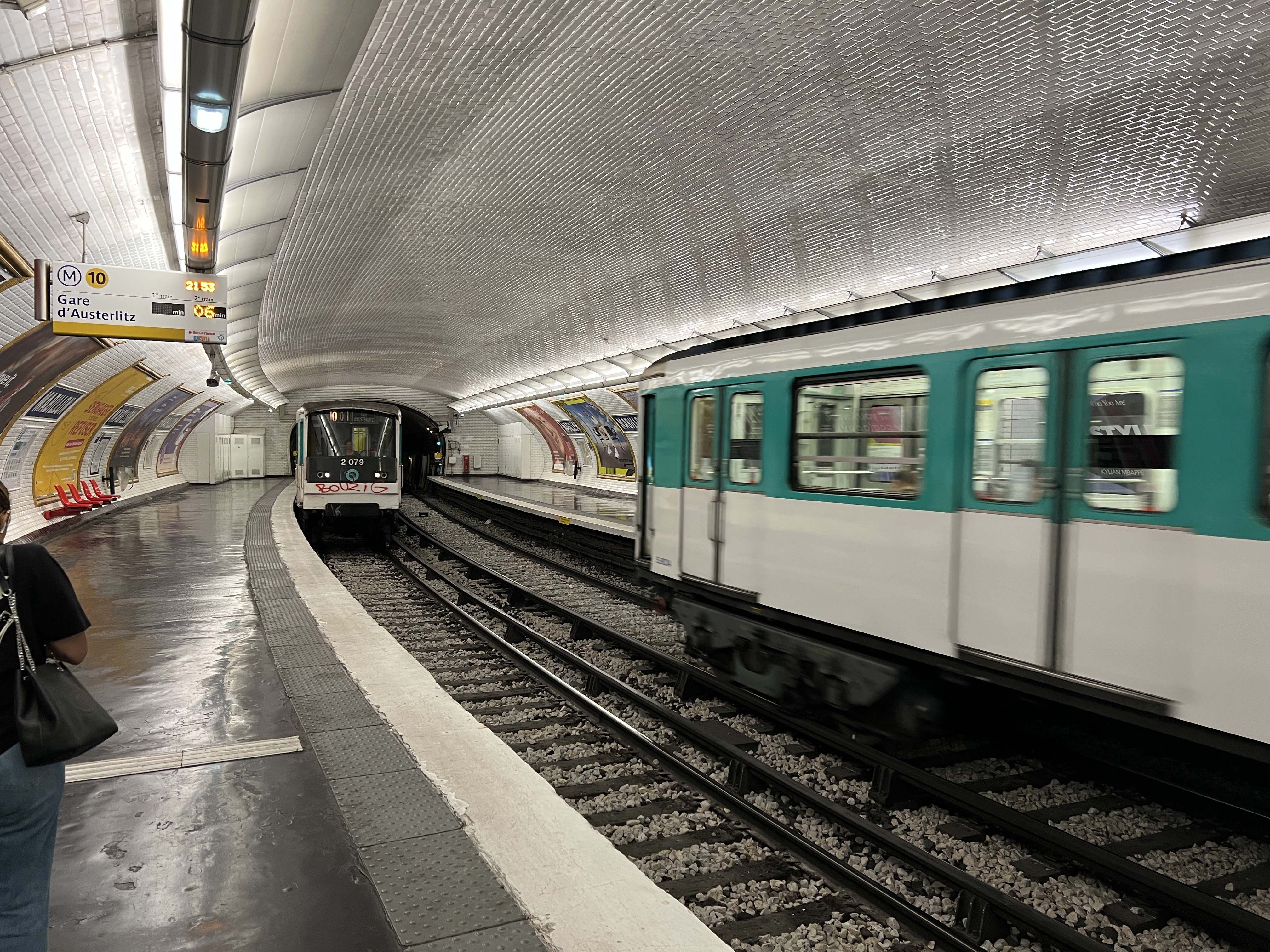
Deux rames MF 67 entrant en station.
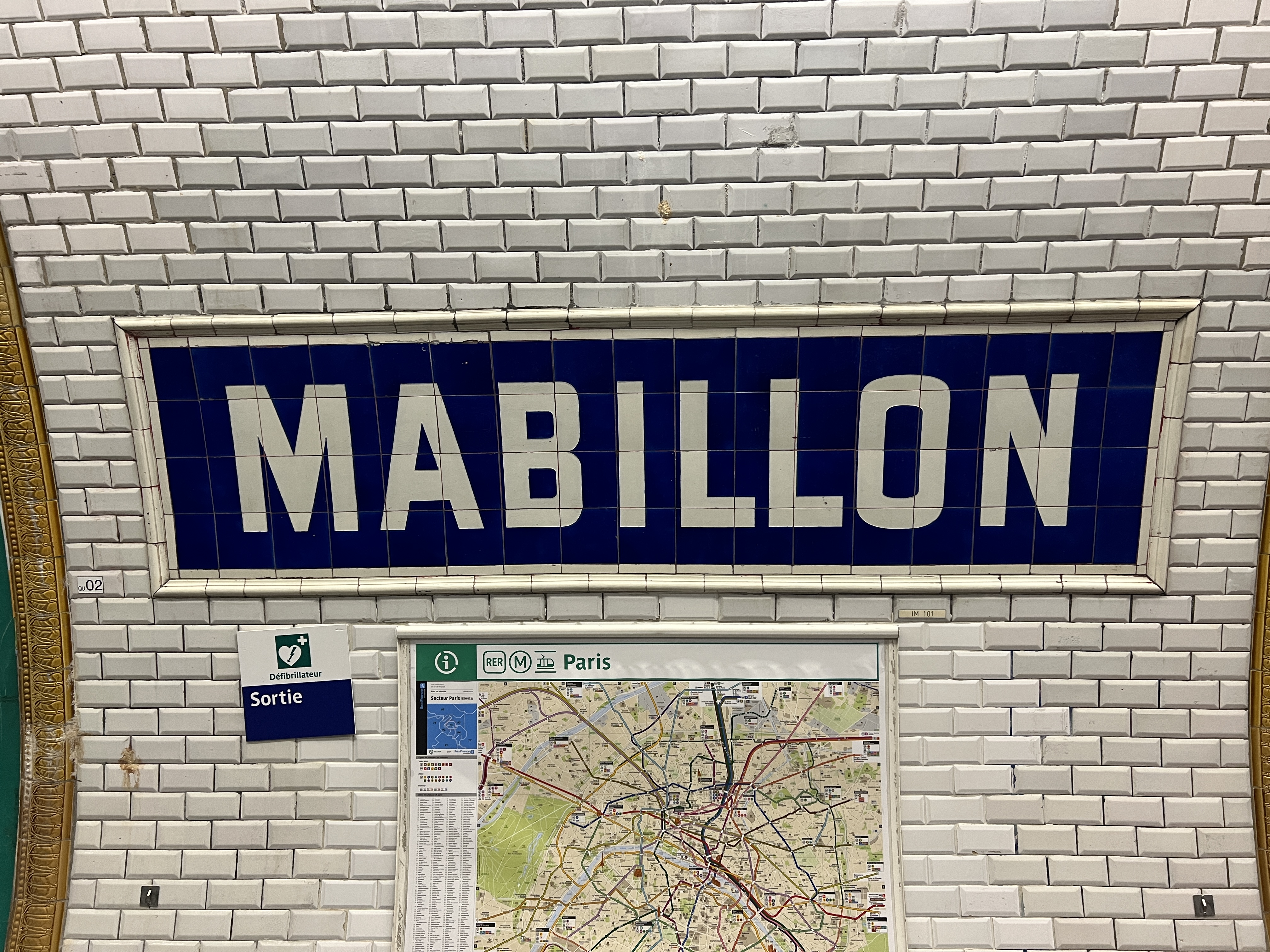
Faïence murale incorporant le nom de la station.

### Intermodalité
La station est desservie par les lignes 63, 70, 86, 87 et 96 du réseau de bus RATP. En outre, elle est desservie la nuit par les lignes N12 et N13 du réseau de bus Noctilien.

## À proximité
- Abbaye de Saint-Germain-des-Prés
- Musée-librairie du compagnonnage
- Église Saint-Sulpice
- Hôtel de Sourdéac
- Palais du Luxembourg
- Jardin du Luxembourg